# يلينا ينسن
يلينا ينسن (بالإنجليزية: Jelena Jensen)‏ وهي ممثلة إباحية وعارضة أزياء أمريكية ولدت في يوم 7 أكتوبر 1981 في مدينة لوس أنجلوس في كاليفورنيا في الولايات المتحدة وعرضت في مجلة بينتهاوس يلينا هي من أصل ألماني.

## حياتها

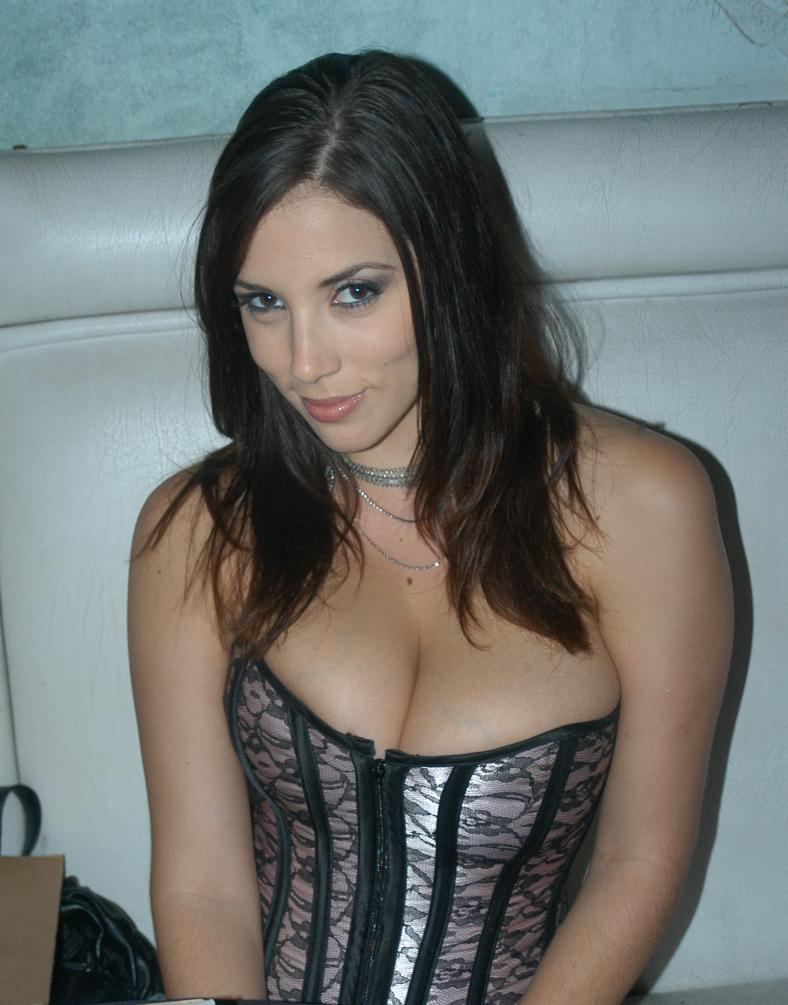
يلينا ينسن

ولدت ينسن في لوس أنجلوس، كاليفورنيا. والتحقت بجامعة تشابمان في مقاطعة أورانج، كاليفورنيا وتخرجت منها في مايو 2003.

## جوائز
- 2010 جائزة إكس بي آي زد – فاتنة المواقع لهذا العام [5]

## روابط خارجية
- يلينا ينسن على موقع IMDb (الإنجليزية)
- يلينا ينسن على موقع روتن توميتوز (الإنجليزية)
- يلينا ينسن على موقع ألو سيني (الفرنسية)
- يلينا ينسن على موقع قاعدة بيانات الفيلم (الإنجليزية)
- يلينا ينسن على موقع كينوبويسك (الروسية)